# Maya Parnas
Maya Parnas, född 1974 i Tiraspol, är en transnistrisk politiker som var premiärminister i Transnistrien 2015. 